# Kommundelsnämnd
En kommundelsnämnd eller stadsdelsnämnd är i Sverige en typ av kommunal nämnd som har ett lokalt geografiskt ansvarsområde i stället för ett fackområde. Vilka frågor som handläggs av en kommundelsnämnd varierar från kommun till kommun. Som verkställande organ under nämnden finns vanligtvis motsvarande förvaltning, kallad kommundelsförvaltning eller stadsdelsförvaltning, som består av tjänstemän och kollektivanställda som arbetar med viss kommunal service inom ett delområde inom en kommun. 

## Bakgrund
Kommundelsnämnder infördes som ett försök att få en mer lokal anknytning för politiken i närområdet, och därmed stärka den lokala demokratin i stora kommuner. Frågor om lokalt självbestämmande och kunskap om lokala förhållanden var också viktiga faktorer. Kommundelsnämndernas politiska sammansättning återspeglar dock den i kommunfullmäktige rådande, snarare än den inom kommundelen. 

## Förekomst och namngivning
Kommundelsnämnder finns bland annat i  Borås, Eskilstuna, Huddinge, Kalmar, Köping, Södertälje, Umeå och Västerås kommuner.
Kommundelsnämnd är den benämning som föreskrivs enligt lag, men vissa kommuner har valt att använda andra benämningar, som stadsdelsnämnd (SDN) (Stockholm, Göteborg), stadsdelsfullmäktige (Malmö, slutligt avskaffade 2017) eller områdesnämnd (Nacka, avskaffade 2007).
I Eskilstuna kommun finns en lokal nämnd kallad Torshälla stads nämnd. Det förekommer också lokala organ med endast rådgivande funktion, kommundelsråd. Sådana finns till exempel i Strängnäs kommun.

## Ansvar
Skolor och förskolor, bibliotek, socialtjänst, gator och bygglov kan ligga på kommundelsnämnden. Överstrukna kommuner har avskaffat kommundelsnämnderna.
| Kommun     | Socialtjänst | Äldreomsorg | Grundskolor | Förskolor | Fritidshem | Bibliotek/Kultur | Gator och vägar | Bygglov |
| ---------- | ------------ | ----------- | ----------- | --------- | ---------- | ---------------- | --------------- | ------- |
| Borås      | Nej          | Ja          | Ja          | Ja        | Ja         | Ja*              | Nej             | Nej     |
| Eskilstuna |              |             |             |           |            |                  |                 |         |
| Göteborg   | Ja           | Ja          | Ja          | Ja        | Ja         | Ja               | Nej             | Nej     |
| Huddinge   |              |             |             |           |            |                  |                 |         |
| Kalmar     | Nej          | Ja          | Ja          | Ja        | Ja         | Ja               | Nej             | Nej     |
| Köping     |              |             |             |           |            |                  |                 |         |
| Stockholm  | Ja           | Ja          | Nej         | Ja        | Ja         | Nej              | Nej             | Nej     |
| Södertälje |              |             |             |           |            |                  |                 |         |
| Umeå       |              |             |             |           |            |                  |                 |         |
| Västerås   |              |             |             |           |            |                  |                 |         |

* - kommundelsnämnderna ansvarar i Borås för kommundelsbiblioteken, medan stadsbiblioteket ligger på en central kulturnämnd.

## Kommuner som avskaffat sina kommundelsnämnder
Göteborgs kommun hade stadsdelsnämnder från 1989 till årsskiftet 2020/2021.
Malmö kommun införde stadsdelsfullmäktige 1996, omorganiserade dem under namnet stadsområden 2013 och avvecklade sina kommundelsnämnder 2017.
Nacka kommun hade områdesnämnder 1997–2006.
Uppsala kommun var indelad i kommundelsnämnder 1987–2002.